# 3. (črnogorska) divizija (NOVJ)
3. (črnogorska) divizija je bila partizanska divizija, ki je delovala v sklopu NOV in POJ v Jugoslaviji med drugo svetovno vojno.
Ustanovljena je bila 9. november 1942.

## Zgodovina
Divizija je bila ustanovljena 9. novembra 1942 na ukaz Tita; ob ustanovitvi je imela 3.000 borcev.

## Poveljstvo
Poveljniki
- Pero Ćetković

Politični komisarji
- Radomir Babić

## Sestava
November 1942
- 5. proletarska brigada
- 10. hercegovska udarna brigada
- 1. dalmatinska udarna brigada